# Sidi Hajjaj
Pour les articles homonymes, voir Hajjaj.

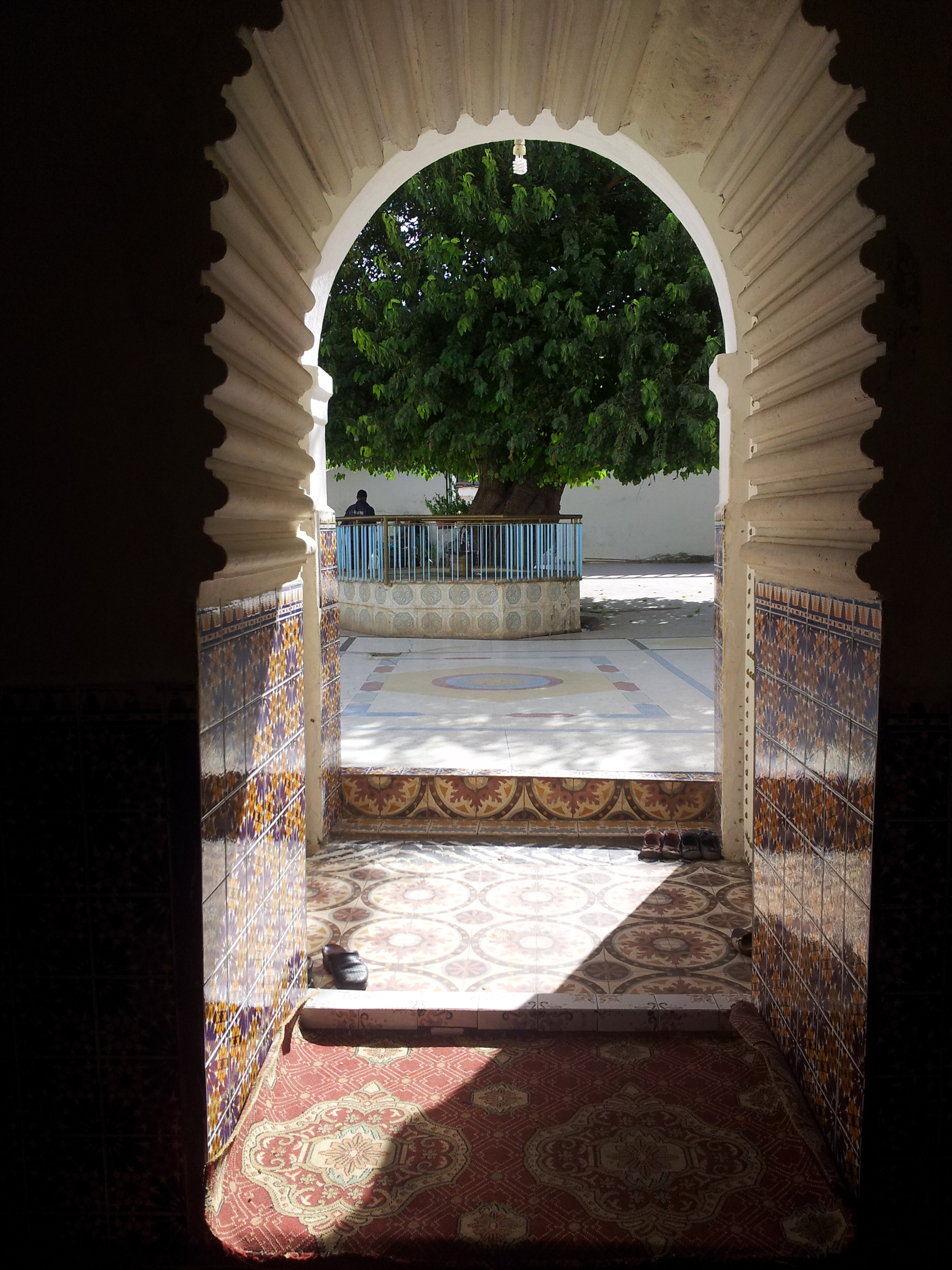

Sidi Hajjaj ou Sidi Hajjaj Oulad Mrah (en arabe : سيدي حجاج) est une ville du Maroc. Elle est située dans la région de Casablanca-Settat.
Ce village a été élu "meilleur village agricole de l'année 2015" . Comme son nom l'indique, ce village a été fondé vers 1492 par Sidi Hajjaj, un Saint enterré dans la Zaouïa qui s'y trouve.

## Description
Sidi Hajjaj est une ville située à 90 km de Casablanca sur la route de Khouribga, dans la province de Settat, entre Berrechid et Khouribga.
Sidi Hajjaj est depuis longtemps un grand centre agricole, qui s'inscrit dans une région agricole et reconnu pour son grand marché de bétail.
Son économie se base sur les transferts des marocains résidant à l'étranger (notamment en Italie et en Espagne) et sur l'agriculture (olives, élevage, céréales…).

### Enseignement

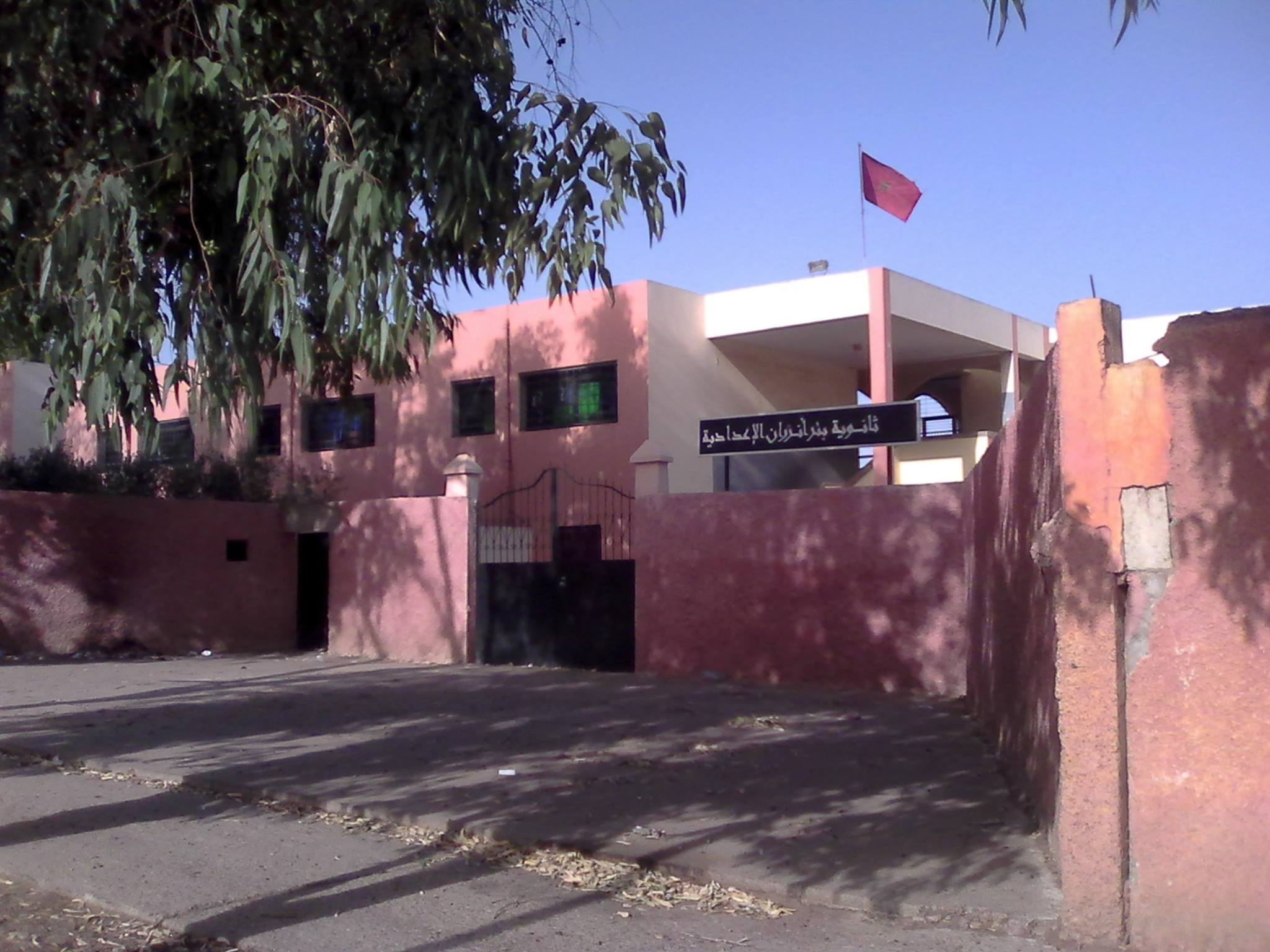
Collège de Sidi Hajjaj

La ville est dotée d'un lycée, d'un collège, d'un centre de formation professionnelle, d'un IUT et de plusieurs écoles primaires ainsi que d'instituts scolaires privés (primaire, collège, lycée).

## Personnalités liées à la commune
- Choumicha, animatrice d'émissions culinaires sur la chaîne marocaine 2M.
- Yassine Bounou, footballeur international.

### Autorités
Les autorités sont représentées par la gendarmerie royale marocaine.

### Moussem
Autrefois organisé par le Caïd de la tribu des Oulad M'Rah, 

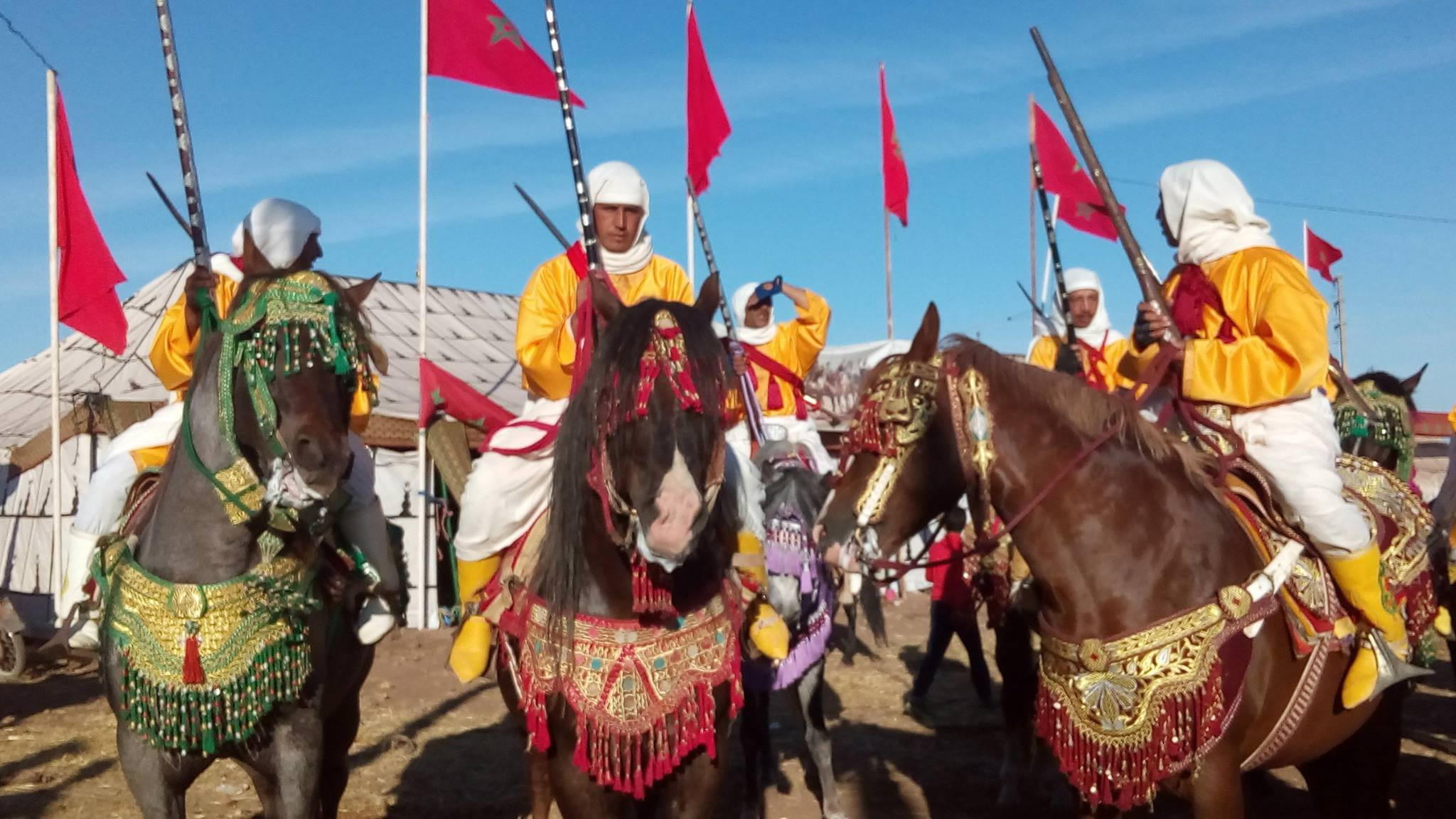
Moussem de Sidi Hajjaj

 le Moussem de Sidi Hajjaj est désormais organisé par la municipalité.

## Établissements bancaires
La Commune urbaine Oulad M'Rah compte quatre établissements bancaires, parmi lesquels la Banque Populaire, Attijari Wafabank, la BMCE et le Crédit Agricole.

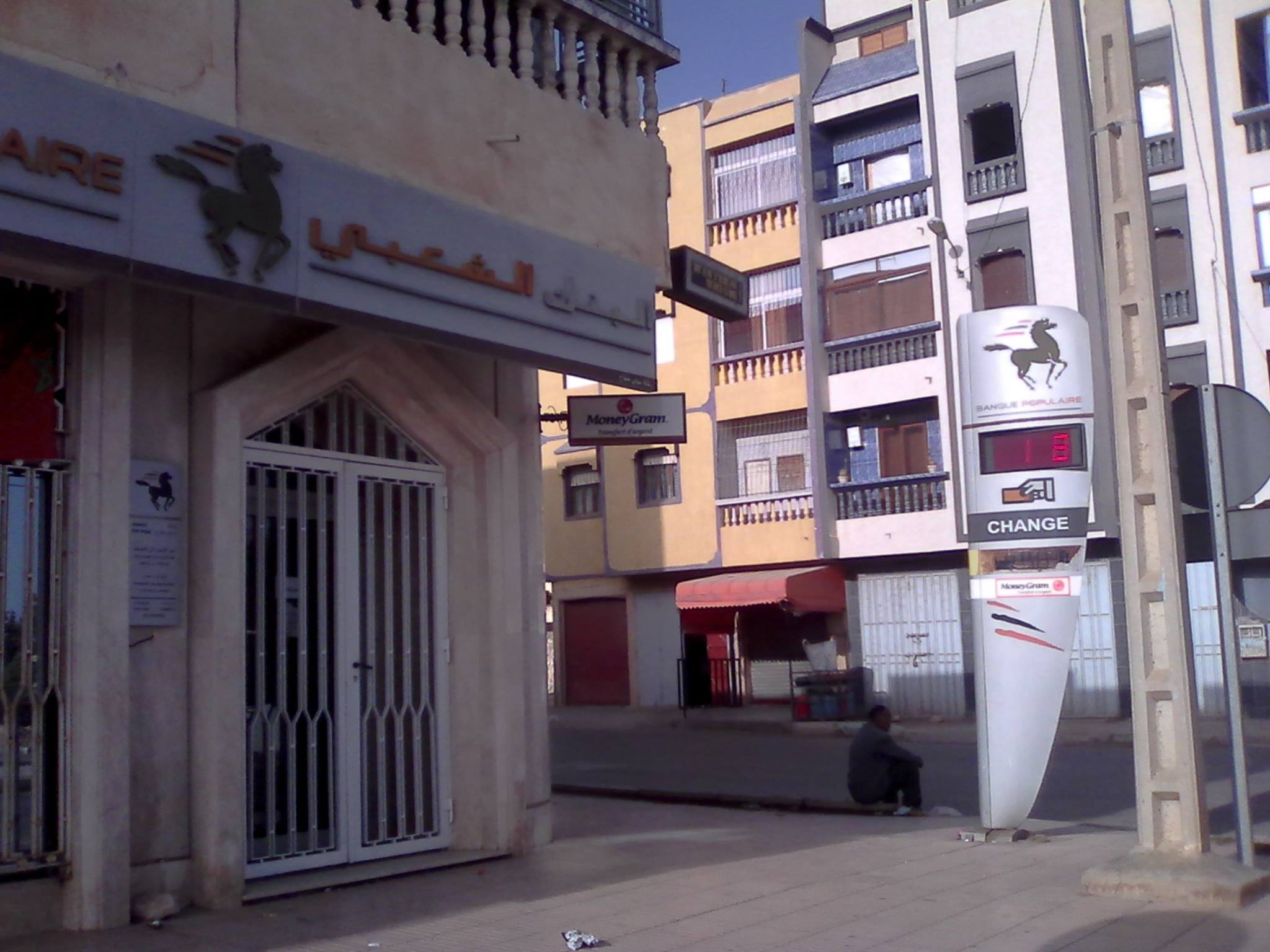
Agence de la Banque Populaire de Sidi Hajjaj Oulad M'Rah